# بني العقيلي حول (عبس)

تعديل مصدري - تعديل

بني العقيلي حول هي إحدى قرى عزلة قطبة بمديرية عبس التابعة لمحافظة حجة، بلغ تعداد سكانها 80 نسمة حسب تعداد اليمن لعام 2004.